# Le Fresne-sur-Loire
Le Fresne-sur-Loire är en kommun i departementet Loire-Atlantique i regionen Pays de la Loire i nordvästra Frankrike. Kommunen ligger i kantonen Varades som tillhör arrondissementet Ancenis. År 2018 hade Le Fresne-sur-Loire 894 invånare.

## Befolkningsutveckling
Antalet invånare i kommunen Le Fresne-sur-Loire
| Referens: INSEE |